# تحررية محافظة

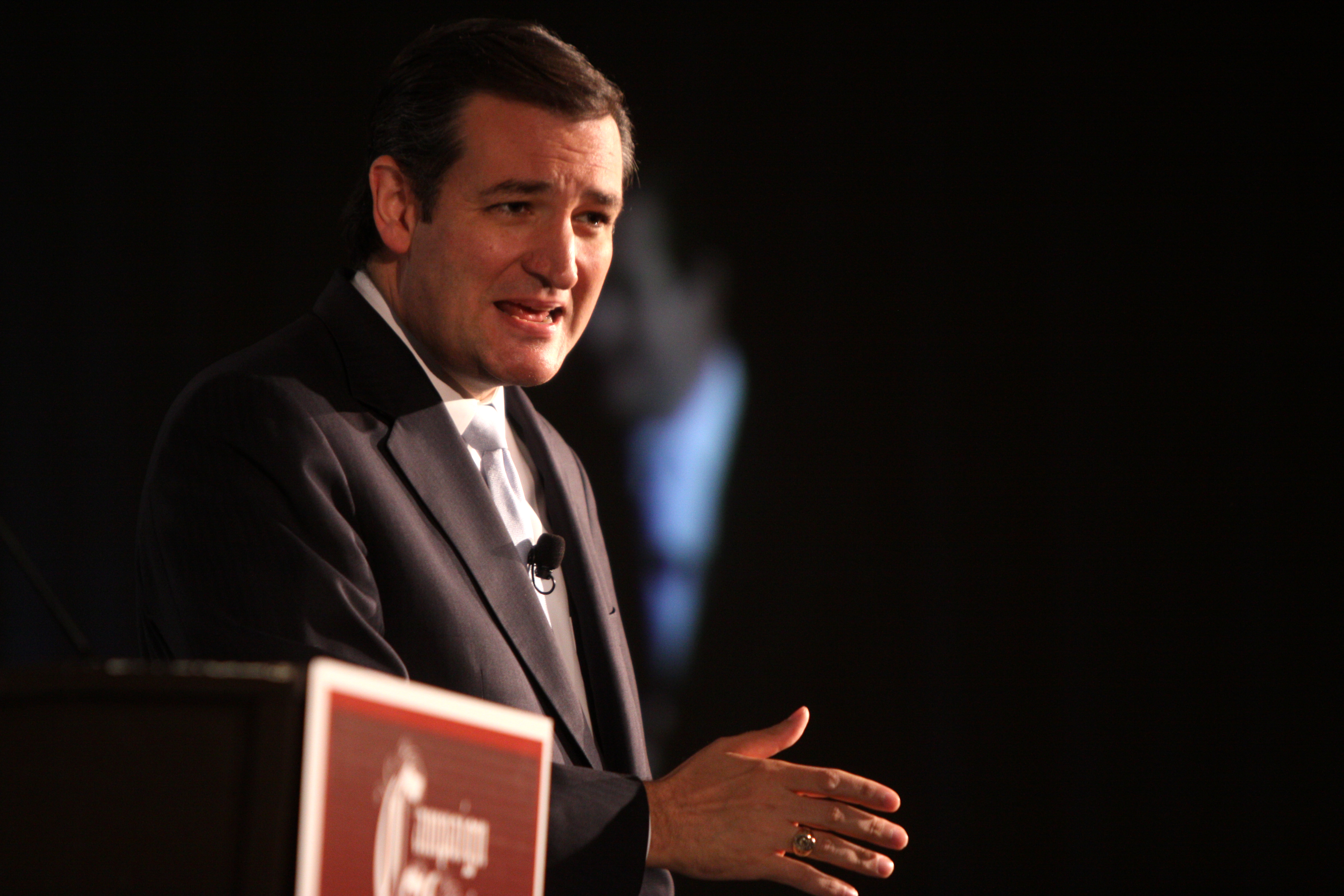

التحررية المحافظة أو التيار التحرري المحافظ أو التيار الليبرتاري المحافظ وتعرف أيضًا باسم اللتحررية المحافظة، هو فلسفة سياسية تدمج بين السياسة المحافظة واللتحررية، وتمثل الجناح الليبرتاري من التيار المحافظ والعكس بالعكس. تروج اللتحررية المحافظة لأكبر حرية اقتصادية ممكنة وأقل قوننة حكومية ممكنة للحياة الاجتماعية، محاكيةً الليبرالية الكلاسيكية ذات مبدأ عدم التدخل، ولكنها تستخدم ذلك لخدمة اعتقاد بفلسفة أكثر ميلًا نحو المحافظة الاجتماعية مع التأكيد على السلطة والواجب.
تعطي اللتحررية المحافظة الناشئة والمتطورة في الولايات المتحدة أولويةً للحرية، مروجةً لحرية التعبير، وحرية الاختيار، ورأسمالية السوق الحر لتحقيق غايات محافظة وترفض الهندسة الاجتماعية الليبرالية.
يمكن فهم التحررية المحافظة كذلك على أنها تروج لمجتمع مدني عن طريق مؤسسات محافظة وسلطة -كالعائلة، والوطن، والدين، والتعليم- في سعي ليبرتاري نحو تقليل قوة الدولة.

## فلسفته
في العلوم السياسية، يشير مصطلح: تيار تحرري محافظ إلى الأيديولوجيات التي تدمج بين الترويج لمبادئ اقتصادية كالضبط المالي، واحترام العقود، والدفاع عن حقوق الملكية الخاصة، والأسواق الحرة، ويؤكد المحافظون التقليديون على المساعدة الذاتية وحرية الاختيار تخت مظلة مبدأ عدم التدخل وعلى مجتمع رأسمالي متحرر اقتصاديًّا (ليبرالي) مع تعاليم اجتماعية كأهمية الدين وقيمة الأخلاقية الدينية عبر إطار من الحكم المحدود، الدستوري، التمثيلي. بالنسبة لمارغريت راندل فقد بدأ التيار المحافظ الليبرتاري تعبيرًا عن الفردية والحاجة إلى الحرية الشخصية.
يحتوي كتاب الحرية والفضيلة: مناظرة المحافظين/التحرريين، الذي حرره جورج دبليو. كاري، مقالات تصف «التوتر القائم بين الحرية والأخلاقية» بأنه «الخط الذي يوضح الحدود الفاصلة بين الفلسفتين».
كتب نلسون هلتبرغ أن هناك «أرضية فلسفية مشتركة» بين المحافظين والتحرريين. وفق هلتبرغ: «التيار المحافظ الحقيقي كان، منذ البداية، خليطًا من اللتحررية السياسية، والمحافظة الثقافية، وقد ورثنا سياسة عدم التدخل في الخارج عن طريق الآباء المؤسسين». قال إن هكذا ليبرتارية محافظة كانت قد «خُطفت» من قبل تيار المحافظين الجدد، «من قبل الأعداء الذين تشكلت لمحاربتهم بعينهم – الفابيانيون، أنصار الصفقة الجديدة، مؤيدو دولة الرفاهية، التقدميون، العولميون، التدخليون، المؤيدون للجيش، بناة الأمة، وبقية عائلة الجماعيين التي كانت مثابرةً في العمل على تدمير جمهورية الولايات التي أنشأه المؤسسون.
كتب توماس ديلورينزو أن الدستوريين المحافظين التحرريين يؤمنون بأن الطريقة لحد الحكومة هي فرض دستور الولايات المتحدة. ولكن ديلورينزو انتقدهم بكتابته: «الخطأ القاتل في تفكير الدستوريين التحرريين/المحافظين ينبع من عدم وعيهم أو تجاهلهم المتعمد للطريقة التي اعتقد المؤسسون أنفسهم بأن الدستور يمكن فرضه من خلالها: عن طريق مواطني الولايات الحرة المستقلة وذات السيادة، وليس القضاء الفدرالي». كتب أن السلطة المستحقة للحكومة الفدرالية خلال الحرب الأهلية الأمريكية أطاحت بدستور عام 1787.
في خمسينيات القرن العشرين، دعا فرانك ماير -وهو مساهم بارز في مجلة الناشيونال ريفيو- دمجه الخاص للتحررية والمحافظة باسم الاندماجية.
في تسعينيات القرن العشرين، وصف لو روكويل وموري روثبارد وآخرون آراءهم اللتحررية المحافظة بأنها ليبرتارية أصلية (باليوليبرتارية). استمروا بالمعارضة اللتحررية لكل «أشكال التدخل الحكومي -الاقتصادي، والثقافي، والاجتماعي، والدولي»، ولكن مع الإبقاء على المحافظة الثقافية فيما يخص الفكر الاجتماعي والسلوك. عارضوا اللتحررية الإباحية التي تروج «للتحرر من الأخلاقية البورجوازية، والسلطة الاجتماعية». صرح روكويل لاحقًا بأنهم استغنوا عن ذلك الوصف الذاتي لأن الناس خلطوا بينه وبين المحافظة الأصلية التي كانوا رافضين لها.
أعجب حاكم كاليفورنيا رونالد ريغان التحرريين الأمريكيين في مقابلة عام 1975 مع ريسون حين قال: «أؤمن بأن روح التيار المحافظ وقلبه النابض هي اللتحررية». ولكن الرئيس ريغان حول عجز الولايات المتحدة التجاري الكبير إلى دين وأصبحت الولايات المتحدة تحت إدارة ريغان أمةً مدينة لأول مرة منذ الحرب العالمية الأولى.
أكد إدوارد فريزر أن اللتحررية لا تتطلب من الأفراد رفض القيم المحافظة التقليدية. تدعم اللتحررية أفكار الحرية، والخصوصية، وإنهاء الحرب على المرجوانا على المستوى القانوني دون تغيير القيم الشخصية.

### الاقتصاديات
تشترك اللتحررية المحافظة في الفكرة اللتحررية عن رأسمالية السوق الحرة، وتدعو إلى أقل تدخل حكومي أو عدم تدخل الحكومة في السوق. يحبذ عدد من المحافظين التحرريين الاقتصاد النمساوي ونتقدون النقد الإلزامي. يدعم المحافظون الليبرتاريون أيضًا إيكال الخدمات التي تديرها أو توفرها الحكومة عادةً إلى القطاع الخاص حيثما أمكن، من المطارات وأنظمة التحكم بالمرور إلى المآصر أو نقاط تحصيل الرسوم.